# Christian Träsch
Christian Träsch (Ingolstadt, l'1 de setembre de 1987) és un exfutbolista professional alemany que jugava com a migcampista.